# Hvaler
Hvaler est une kommune insulaire de Norvège. Elle est située dans le comté d'Østfold.

## Description
Hvaler est situé à l'extrémité de l'Oslofjord, sur le côté est du fjord, au sud de Fredrikstad. La commune est constituée de 833 îles, îlots et récifs sur 20 km2. Le plus grand port de Hvaler est Utgårdskilen.
L'église de Hvaler est l'une des plus anciennes églises de Norvège. Elle est située sur l'île de Kirkøy, près de Skjærhalden. L'église Spjærøy, anciennement appelée chapelle Spjærøy, est une église construite sur l'île de Spjærøy qui accueille aussi  le musée côtier d'Hvaler.

## Localités
- Skjærhalden
- Rød
- Hauge
- Utgård

## Îles
- Akerøya 1,6 km2
- Asmaløy 9,1 km2
- Herføl 1,9 km2
- Kirkøy 29,6 km2
- Lauer 0,15 km2
- Papper 2,1 km2
- Nordre Sandøy 2,4 km2
- Singløy 2,2 km2
- Spjærøy 8,0 km2
- Søndre Sandøy 4,2 km2
- Tisler 0,4 km2
- Vesterøy 15,2 km2